# Janusz Kusociński
Janusz Tadeusz Kusociński (Varsóvia, 15 de janeiro de 1907 – 21 de junho de 1940) foi uma atleta polonês, vencedor dos 10 000 metros nos Jogos Olímpicos de 1932, em Los Angeles.
Nascido em Varsóvia em uma família de trabalhador de estrada de ferro, Janusz Kusociński, ou Kusy como era apelidado, iniciou no esporte jogando futebol e passou por vários clubes de Varsóvia ainda na época de estudante. Começou no atletismo em 1928 após se associar ao clube esportivo Sarmata. Seu treinador foi o decatleta estoniano Aleksander Klumberg-Kolmpere.
Em sua primeira competição no Campeonato Nacional Polonês, Kusociński venceu de forma surpreendente o cross-country e os 5 000 metros. Perdeu a temporada seguinte porque foi chamado pelo exército polonês a cumprir o dever cívico, mas retornou ainda mais forte. Venceu o campeonato nacional nos 1 500 e 5 000 metros, no cross-country em 1930 e 1931, e os 800 metros em 1932.

## Jogos Olímpicos de Verão de 1932

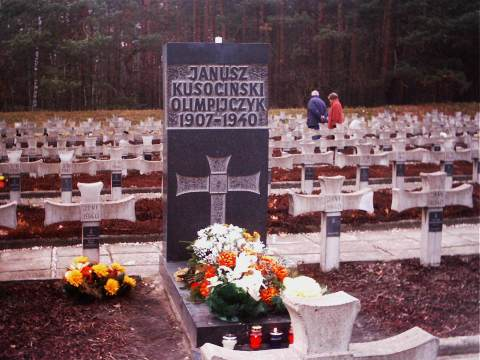
Túmulo de Janusz Kusociński em Palmiry

Em 1932 Kusociński estava trabalhando como jardineiro em um parque de Varsóvia. Apenas um mês antes das Olimpíadas de Los Angeles, Kusociński estabeleceu um novo recorde mundial nos 3000 metros (8min18s8) e, mais tarde nesse ano, quebrou oficiosamente o recorde mundial da corrida de 4 milhas com o tempo de 19min02s6. Nos Jogos Olímpicos, Kusociński venceu a disputa contra os finlandeses Volmari Iso-Hollo e Lasse Virtanen nos 10000 metros com o tempo de 30min11s4, o melhor daquela temporada.

## Pós-Olimpíada
Após finalizar em segundo no primeiro Campeonato Europeu em Turim, nos 5.000m, Kusociński decidiu se aposentar do atletismo, mas fez um retorno em 1939 para vencer os 10 000 metros do Campeonato Nacional Polonês
Kusociński atuou como voluntário para o exército polonês após a Polônia ser atacada pela Alemanha Nazi na Segunda Guerra Mundial e acabou se ferindo duas vezes. Durante a ocupação alemã trabalhou como garçom, mas era secretamente um membro da resistência. Janusz Kusociński foi detido pela Gestapo em 26 de março de 1940 durante a operação AB-Aktion. Foi executado três meses mais tarde em Palmiry, perto de Varsóvia.